# Paixão e Sombras
Paixão e Sombras é um filme brasileiro de 1977, com direção de Walter Hugo Khouri.

## Sinopse
É a história de um diretor de cinema perplexo diante da obra realizada, confuso do ponto de vista existencial e indeciso quanto aos caminhos a seguir, por causa das dificuldades crescentes antepostos ao exercício da sua atividade criadora.No estúdio onde rodou quase todos os seus filmes, o cineasta vive o drama de saber que o prédio vai se transformar num supermercado. A atriz que o acompanha está indecisa entre a televisão e o cinema. Por causa da televisão ela não fará o filme para o qual sua presença é essencial.

## Elenco[2]
- Lilian Lemmertz ...Lena
- Fernando Amaral… Marcelo
- Monique Lafond ...Ana
- Carlos Bucka ...Maquinista
- Salma Buzzar
- Angela Matos
- Nelson Morrisson
- Aldine Müller ...Candidata a Atriz
- Mii Saki (como Misaki Tanaki)
- Lázaro Santos
- Liza Vieira ...Candidata a Atriz